# Wurdackanthus argyreus
Wurdackanthus argyreus là một loài thực vật có hoa trong họ Long đởm. Loài này được Maguire miêu tả khoa học đầu tiên năm 1985.